# Fjärdhundraland (turismområde)

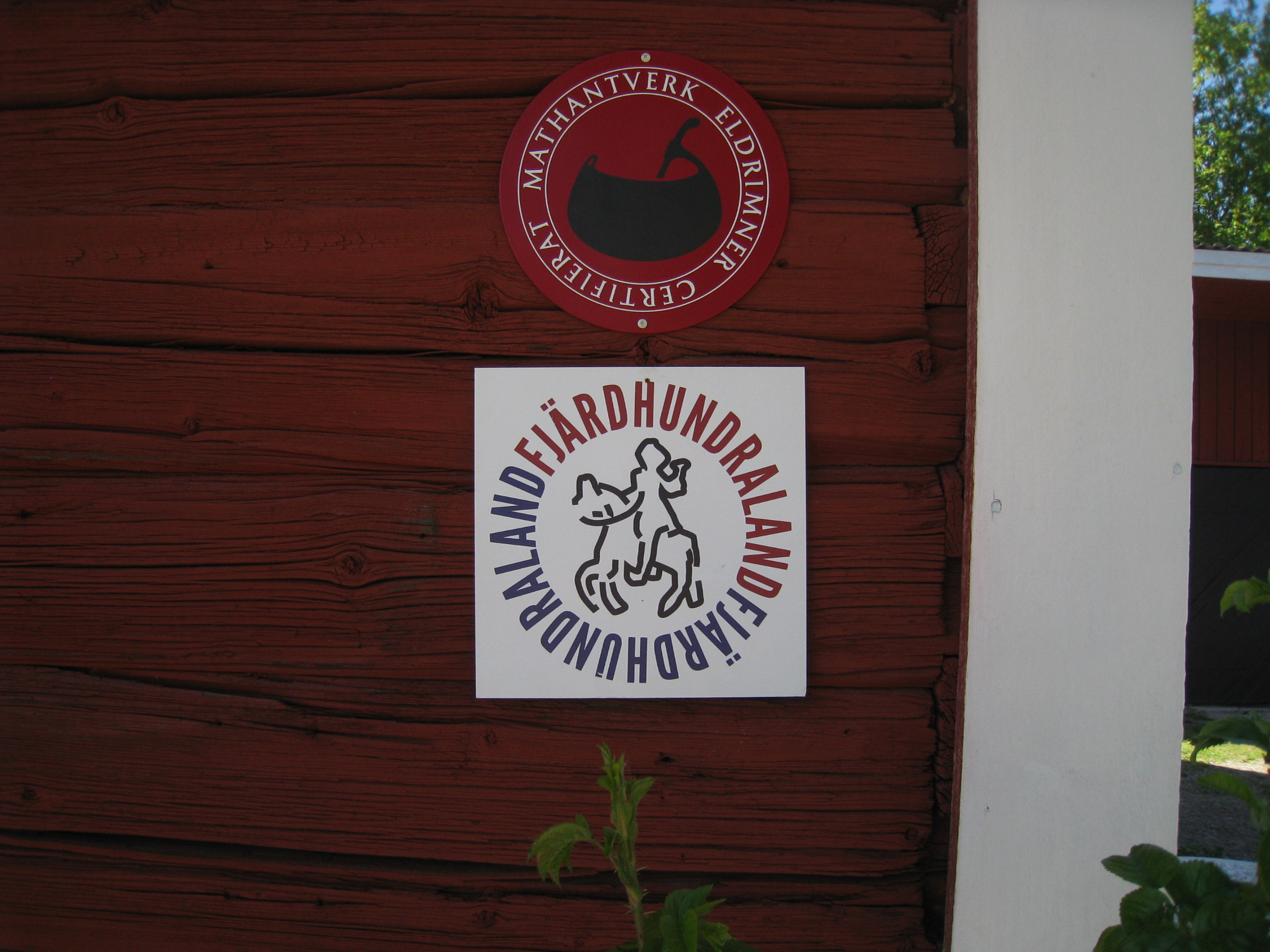
Skylt för Fjärdhundraland.

Fjärdhundraland  är ett landsbygdsturismområde i området mellan Västerås, Enköping, Strängnäs, Stockholm, Uppsala och Sala. Fjärdhundraland drivs av en ekonomisk förening, med drygt 170 medlemmar, bland dem Wiks slott, Grönsöö slott, Skoklosters slott, Gårdsjö älgpark och Landsberga. 
Fjärdhundraland tilldelades 2019 Stora turismpriset på 100 000 kronor av Stiftelsen för kunskapsfrämjande inom turism. Upplands fornminnesförening och hembygdsförbund utsåg Fjärdhundraland till 2020 års mottagare av Disa Gilles pris.

## Historia
Fjärdhundraland ekonomisk förening bildades som resultat av ett Leader-projekt i Fjärdhundra 2011. Föreningen tog sitt namn från det medeltida folklandet Fjädrundaland.